# روبيرتو فيتيلو
روبيرتو فيتيلو (بالإيطالية: Roberto Vitiello)‏ (8 مايو 1983 بسكافاتي في إيطاليا - ) هو لاعب كرة قدم إيطالي في مركز الدفاع. شارك مع منتخب إيطاليا تحت 20 سنة لكرة القدم. أما مع النوادي، فقد لعب مع نادي بارما ونادي باليرمو ونادي تشيزينا ونادي ريميني ونادي سيينا ونادي فيتشينزا.

## روابط خارجية
- روبيرتو فيتيلو على موقع قاعدة بيانات كرة القدم.إي يو (الإنجليزية)
- روبيرتو فيتيلو على موقع Soccerway.com (الإنجليزية)
- روبيرتو فيتيلو على موقع عالم كرة القدم.نت (الإنجليزية)
- روبيرتو فيتيلو على موقع AS.com (الإسبانية)